# God's Country (Blake Shelton)
God's Country è un singolo del cantante statunitense Blake Shelton, pubblicato nel 2019 ed estratto dalla compilation Fully Loaded: God's Country pubblicato nel dicembre 2019.
Il brano ha ricevuto il premio come Single of the Year ai Country Music Association Awards ed ha fatto ottenere al cantautore la nona nomina ai Grammy Awards del 2020 nella categoria Best Country Solo Performance.